# Nathan Johnson (musicista)
Nathan Tyler Johnson (Washington, 4 agosto 1976) è un musicista, compositore  e regista di videoclip statunitense.

## Colonne sonore
- Brick - Dose mortale (Brick) (2005)
- The Brothers Bloom (2008)
- Et soudain, tout le monde me manque (2011)
- Looper (2012)
- Don Jon (2013)
- Young Ones - L'ultima generazione (Young Ones) (2014)
- La regola del gioco (Kill the Messenger) (2014)
- Cena con delitto - Knives Out (Knives Out) (2019)
- Mr. Corman - serie TV, 8 episodi (2021)
- La fiera delle illusioni - Nightmare Alley (Nightmare Alley) (2021)
- Glass Onion: Knives Out (Glass Onion: A Knives Out Mystery) (2022)

## Regista di videoclip
- Change Is Everything - Son Lux (2015)
- You Don't Know Me - Son Lux (2015)
- Gone Insane - Lucius (2016)
- Weep - Magik*Magik (2016)
- All Directions - Son Lux (2018)
- Caught in the Chamber - yMusic (2018)

## Premi
- ASCAP Film and Television Music Awards
  - 2013: "Top Box Office Films" (Looper)
- International Film Music Critics Award (IFMCA)
  - 2013: "Breakthrough Film Composer of the Year"
- UK Music Video Awards: UKMVA
  - 2015: "Best Alternative Video (budget)" (Change Is Everything)